# دوربت
دوربَت (به خط تاجیکی: ҷамоати деҳоти Дурбат) جماعت دهات و روستایی در کشور تاجیکستان است که در ناحیهٔ حصار ناحیه‌های تابع جمهوری قرار دارد. جمعیت این جماعت ۲۵٬۱۷۲ است.

## لیست دهات تابعه
(جمعیت در سال ۲۰۲۲ میلادی)
- انگورزار [سابقا اوچ‌کول / Учкул] (Ангурзор)(۳۴۸)
- توردی‌بابا (Турдибобо)(۴٬۱۵۷)
- توردی‌قشلاق (Турдиқишлоқ)(۱٬۹۶۶)
- تیرگران (Тиргарон)(۵۳۲)
- جوانان (Ҷавонон)(۳٬۸۷۴)
- خواجه‌صدیق (Хоҷасиддиқ)(۲٬۹۸۱)
- دوربت (Дурбат)(۶٬۷۴۹)
- دوستی (Дӯстӣ)(۳۸۲)
- زرتپه (Зартеппа)(۶۴۰)
- منظر (Манзар)(۱٬۴۹۰)
- نیاگان (Ниёгон)(۲٬۰۷۱)